# Stariki-razbojniki
Stariki-razbojniki (russisk: Старики́–разбо́йники) er en sovjetisk spillefilm fra 1971 af Eldar Rjasanov.

## Medvirkende
- Jurij Nikulin — Nikolaj Mjatjikov
- Jevgenij Jevstignejev — Valentin Vorobjov
- Olga Aroseva — Anna Suzdaleva
- Georgij Burkov — Fjodor Fedjaev
- Andrej Mironov — Jurij Proskudin